# Abacetus alluaudi
Abacetus alluaudi es una especie de escarabajo terrestre de la subfamilia Pterostichinae.  Fue descrito por Tschitscherine en 1899.  A. alluaudi se encuentra en Costa de Marfil, África.  A. alluaudi es un escarabajo negro brillante, con una mandíbula superior inusual que es más probable que se encuentre en las especies de Caelostomus. 

## Taxonomía y filogenia
A. alluaudi lleva el nombre del entomólogo francés Charles A. Alluaud, quien fue el primero en recolectar la especie. 

## Descripción

### Color y marcas
A. alluaudi es de color negro brillante con alas iridiscentes.  La línea de unión entre el protórax y las alas y los bordes laterales asociados tienen un tinte rojizo.  Las patas y los sensores de la boca son de un color marrón amarillento opaco a rojo.  Las antenas son de color marrón rojizo oscuro. 

### Características de la cabeza
La mandíbula superior está ligeramente arqueada, similar a la especie Celostomus.  La cabeza es de tamaño mediano y lisa, con impresiones frontales cortas.  La parte posterior de la cabeza del escarabajo diverge fuertemente de la base.  Las hembras de los escarabajos tienen ojos convexos y protuberantes.  A. alluaudi tiene antenas largas que se extienden desde los hombros, con un primer segmento grande, que es al menos tan largo como los dos siguientes combinados. 

### Distribución y hábitat
La especie fue recolectada originalmente por Charles A. Alluaud de Assinie, Costa de Marfil, África.  No se conocen otras ubicaciones.
Se sabe muy poco sobre el hábitat de A. alluaud ; sin embargo, según los registros de recolección, la especie se encuentra predominantemente en un clima de sabana tropical (Aw).  Las sabanas tropicales comprenden pastizales con árboles y arbustos aislados y generalmente se encuentran entre la selva tropical y los biomas desérticos. 

## Referemcoas
1. 1 2  «Abacetus alluaudi Tschitscherine, 1899». Catalogue of Life. Consultado el 9 de abril de 2023.
2. 1 2  Tschitscherine, T (1899). «Mémoire sur quelques Platysmatini, nouveaux ou peu connus, D’Afrique et de Madagascar» [Memoir on some Platysmatini, new or little known, from Africa and Madagascar]. Annales de la Société Entomologique de France (en francés) 68: 69-71. Consultado el 1 de junio de 2020.
3. ↑  Tschitscherine, T (1899). «Mémoire sur quelques Platysmatini, nouveaux ou peu connus, D’Afrique et de Madagascar» [Memoir on some Platysmatini, new or little known, from Africa and Madagascar]. Annales de la Société Entomologique de France (en francés) 68: 69-71. Consultado el 1 de junio de 2020.
4. 1 2 3 4  Tschitscherine, T (1899). «Mémoire sur quelques Platysmatini, nouveaux ou peu connus, D’Afrique et de Madagascar» [Memoir on some Platysmatini, new or little known, from Africa and Madagascar]. Annales de la Société Entomologique de France (en francés) 68: 69-71. Consultado el 1 de junio de 2020.
5. 1 2 3 4 5  Tschitscherine, T (1899). «Mémoire sur quelques Platysmatini, nouveaux ou peu connus, D’Afrique et de Madagascar» [Memoir on some Platysmatini, new or little known, from Africa and Madagascar]. Annales de la Société Entomologique de France (en francés) 68: 69-71. Consultado el 1 de junio de 2020.
6. ↑  Tschitscherine, T (1899). «Mémoire sur quelques Platysmatini, nouveaux ou peu connus, D’Afrique et de Madagascar» [Memoir on some Platysmatini, new or little known, from Africa and Madagascar]. Annales de la Société Entomologique de France (en francés) 68: 69-71. Consultado el 1 de junio de 2020.
7. ↑  M. C. Peel, B. L. Finlayson and T. A. McMahon (2007). «Updated world map of the Köppen-Geiger climate classification». Hydrology and Earth System Sciences 11: 1633-1644.
8. ↑  «Köppen Climate Classification». Savanna Biome – Wet-Dry Tropical Climates (Aw). ISC-Audubon. Archivado desde el original el 1 de julio de 2020. Consultado el 2 de junio de 2020.

- Datos: Q13220490
- Especies: Abacetus alluaudi